# Dimebag Darrell
Darrell Lance Abbott (20 tháng 8 năm 1966 – 8 tháng 12 năm 2004), còn được gọi là Diamond Darrell và Dimebag Darrell, là một nghệ sĩ guitar và người viết ca khúc người Mỹ, được biết đến với vai trò là thành viên sáng lập của 2 ban nhạc Pantera và Damageplan, cùng với người anh trai là Vinnie Paul. Ông được xem như là người có ảnh hưởng định hình dòng nhạc groove metal.
Abbott bị một tay súng bắn chết khi đang diễn trên sân khấu với ban nhạc Damageplan vào ngày 8 tháng 12 năm 2004, tại Alrosa Villa ở Columbus, Ohio. Ông được xếp hạng thứ 92 trong danh sách 100 nghệ sĩ guitar vĩ đại nhất của tạp chí Rolling Stone và hạng nhất trong tạp chí Metal Hammer của Anh.

## Những năm đầu đời
Abbott là con trai của Carolyn và Jerry Abbott, một nhạc sĩ nhạc đồng quê và nhà sản xuất âm nhạc. Trước khi ông muốn có một cây guitar, Abbott đã xin bố mẹ mua cho mình một chiếc xe đạp BMX. Ông chơi guitar khi lên 12, với cây đàn đầu tiên là một cây Les Paul của hãng Hondo kèm theo một bộ khuếch âm nhỏ. Sau khi thắng nhiều cuộc thi guitar ở địa phương, đáng chú ý nhất là giải được tổ chức tại Agora Ballroom ở Dallas, Texas, Abbott được thưởng một cây Dean ML. Sau đó ông đã bán cây guitar này cho người thợ làm đàn Buddy Blaze. Blaze đã gắn thêm bộ ngựa đàn của hãng Floyd Rose và trang trí bằng hình vẽ tia sét đặc trưng của Abbott; Blaze đã trả lại nó vài năm sau đó. Thật trùng hợp là bố của ông cũng mua cho ông một cây Dean ML vào buổi sáng trước khi cuộc thi tài đã nói ở trên diễn ra, nhưng cây đàn này được sơn phủ theo kiểu sunburst (màu sáng giữa thân đàn và tối dần ra viền đàn). Abbott gặp người bạn gái tri kỉ Rita Haney từ hồi còn học lớp 3.

## Sự nghiệp

### Pantera
Abbott thành lập ban nhạc Pantera vào năm 1981 cùng với anh trai của mình là Vinnie Paul chơi trống. Đầu tiên, ông tự đặt tên cho mình là Diamond Darrell Lance. Ban nhạc chơi theo dòng nhạc thrash metal tương tự như Slayer, Megadeth, Venom, và Metallica cũng như những ban nhạc heavy metal truyền thống chẳng hạn Black Sabbath, Iron Maiden, Motörhead, và Judas Priest. Một thời gian ngắn sau khi ca sĩ Phil Anselmo gia nhập Pantera, Darrell được Dave Mustaine mời vào ban Megadeth. Darrell đã có ý muốn tham gia, nhưng với điều kiện là Mustaine cũng phải thuê anh trai Vinnie của ông cho vị trí chơi trống. Vì Mustaine đã có tay trống Nick Menza rồi, nên Darrell đã ở lại với Pantera.
Pantera đã trở thành nhóm định hình quan trọng cho thể loại hậu-thrash là "groove" metal. Pantera chỉ được biết đến sau 9 năm kể từ lúc thành lập, khi ban nhạc cho ra đời album thương mại thành công đầu tiên, Cowboys from Hell. Phong cách "groove" của Pantera đã kết trái trong album đột phá của nhóm Vulgar Display of Power, được phát hành vào ngày 25 tháng 2 năm 1992, cho thấy sự thay thế của giọng ca cao và thanh của power metal bằng lối hát nói được thét theo âm hưởng hardcore và tiếng guitar nặng hơn. Trong album năm 1994 của Pantera Far Beyond Driven, Abbott đã thay tên "Diamond Darrell" trong danh sách thành viên ở các album trước bằng tên "Dimebag Darrell". Vào đêm trước buổi trình diễn ra mắt của Pantera tại Monsters of Rock ở Công viên Donington của Anh, anh em Abbott đã tham gia vào một trận cãi vã với các nhà báo của tạp chí Kerrang! và Raw tại một club địa phương.
Pantera bắt đầu xuất hiện những căng thẳng giữa các thành viên trong ban vào giữa thập niên 1990, mà phần lớn là do việc lạm dụng ma túy của ca sĩ Phil Anselmo.
Năm 2001, nhóm tạm ngừng hoạt động, trong suốt thời gian này thì Anselmo lại tham gia vào những dự án phụ, chẳng hạn như với ban Superjoint Ritual và Down. Điều này gây ra mâu thuẫn nhiều hơn trong ban, bởi vì anh em Abbott phải chờ Anselmo rảnh thì mới có thể làm việc tiếp được. Sự thất vọng với Anselmo dẫn đến việc họ quyết định giải tán ban Pantera vào năm 2003.

### Damageplan
Sau một năm, anh em Vinnie và Dimebag thành lập ban nhạc Damageplan, một ban nhạc chơi heavy metal tiếp tục theo phong cách groove metal của Pantera. Anh em nhà Abbott tuyển tay chơi guitar cũ của ban Halford là Pat Lachman vào vị trí ca sĩ, và Bob Zilla vào vị trí guitar bass. Damageplan phát hành album đầu tay New Found Power tại Hoa Kỳ vào ngày 10 tháng 2 năm 2004, và xuất hiện lần đầu ở vị trí thứ 38 trên Billboard 200, bán được 44.676 đĩa trong tuần đầu.
Khi sáng tác cho nhóm mới, Dimebag đã nói rằng "chúng tôi đã muốn vươn ra và phát huy tối đa năng lực."